# Alchemilla buschii
Alchemilla buschii é uma espécie de rosácea do gênero Alchemilla, pertencente à família Rosaceae.